# Justin Strzelczyk
(en) Statistiques sur pro-football-reference
Justin Conrad Strzelczyk (né le 18 août 1968 à West Seneca dans l'État de New York aux États-Unis et mort le 30 septembre 2004 à Herkimer dans l'État de New York aux États-Unis) est un sportif professionnel américain de football américain ayant évolué au poste d'offensive tackle et d'offensive guard pendant neuf saisons dans la National Football League (NFL) avec les Steelers de Pittsburgh.
Au niveau universitaire, il a joué pendant quatre saisons pour les Black Bears de l'université du Maine dans la NCAA Division I FCS. Affecté par l'encéphalopathie traumatique chronique, il meurt d'un accident de la route dont la cause serait des comportements causés par la maladie.

## Biographie
Strzelczyk grandit en banlieue de Buffalo et rejoint les Black Bears du Maine comme tight end. Il fait par la suite la transition sur les lignes offensives et défensives. Avec l'équipe, il remporte deux fois la Yankee Conference et fait la première équipe All-Conference et est nommé All-American. Lors du Shrine Bowl, il est découvert par Tom Donahoe des Steelers de Pittsburgh, ce qui mène à sa sélection au onzième tour de la draft de 1990,.
Strzelczyk joue avec l'équipe pendant neuf saisons avec l'équipe, dont une participation au Super Bowl XXX. Durant ses huit premières saisons, il ne manque que deux matches dû à des blessures. Cependant, il se blesse durant la saison 1998, le forçant à être opéré au genou. Il se blesse de nouveau durant l'été, mettant fin à sa carrière. Il est officiellement relâché par l'équipe en février 2000.
Après sa carrière, Strzelczyk, jusqu'alors considéré comme étant d'un bon vivant et amical, commence à avoir des comportements anormaux. Il est arrêté quelques mois après sa retraite pour possession d'arme. Il commence alors à prendre des stéroïde et divorce. Durant les mois précédant sa mort, il montre des signes de troubles bipolaires et commence à entendre des voix qu'il décrit comme « malfaisantes ». Il est plus tard révélé que ces symptômes étaient causés ou exacerbés par l'encéphalopathie traumatique chronique. Le 30 septembre 2004, Strzelczyk se rend vers Orchard Park. Dans les environs de Syracuse, il est impliqué dans un accident et quitte les lieux. En essayant d'éviter un piège tendu par la police pour l'intercepter, il conduit en sens inverse sur l'autoroute pendant plusieurs kilomètres avant d'entrer en collision avec un camion à Herkimer, le tuant.

## Vie personnelle
Strzelczyk est intronisé au temple de la renommé du sport de l'université du Maine en 2019. Il est marié à Keana McMahon avec qui il a deux enfants, Justin Jr. et Sabrina. Il s'était établie à McCandless Township en Pennsylvanie.

## Postérité
La mort de Strzelczyk est considéré comme l'un des éléments ayant contribué à la popularisation de l'encéphalopathie traumatique chronique par Bennet Omalu en compagnie de Mike Webster, Terry Long, Andre Waters et Tom McHale. Sa mort est couverte dans le film Seul contre tous,.